# Poul Blak
Poul Blak (f. 19. oktober 1944 - 14. marts 2017) var en dansk journalist og forfatter. Han var journalist siden 1965, da han blev ansat på Århus Stiftstidende. Og forfatter siden 1983, da hans første bog, Vandspejlinger, udkom.
Siden 1985 arbejdede han på Morgenavisen Jyllands-Posten som naturmedarbejder og interviewer. På Århus Stiftstidende var han først musikmedarbejder og siden filmredaktør.
Poul Blaks forfatterskab tog i de første bøger afsæt i naturstoffet. Som når han skrev om ture i den hjemlige natur – eventuelt med fiskestang eller jagtgevær. Eller som når han var på en af sine mange reportagerejser for avisen, hvorefter artiklerne ofte endte i bogform. Blandt rejserne kan nævnes mål som Grønland, Afrika, Skotland, Canada, Cook-øerne eller farvandet mellem Key West og Cuba.
I en årrække var Poul Blak endvidere kursusleder på Den Journalistiske Efteruddannelse under Pressens Uddannelsescenter. 
Tirsdag 14. marts 2017, blev han fundet druknet i Knebel Vig, i det område han boede i. 

## Seneste udgivelser
- Journalistik – håndværk og hærværk, Forlaget Hovedland 1998.
- To red ud (ny udgave), Forlaget Hovedland 1999.
- En ø i galaksen, Forlaget Hovedland 2002.
- Løft låget – og tænk livet om, Bogans Forlag 2003.
- Ind i naturen, Forlaget Hovedland 2006.
- Portrætkunstneren, Forlaget Hovedland 2007
- Tiltræk Miraklet, Lemuel Books 2007
- Fra baglokalet hos Poul Anker Bech, Forlaget Hovedland 2008
- Flemming Bamse Jørgensen fortæller sit liv til Poul Blak, Forlaget Hovedland 2011

## Ekstern henvisning
- www.poulblak.dk – Poul Blaks hjemmeside Arkiveret 9. marts 2012 hos  Wayback Machine
- Poul Blak på Bibliografi.dk